# Т-27

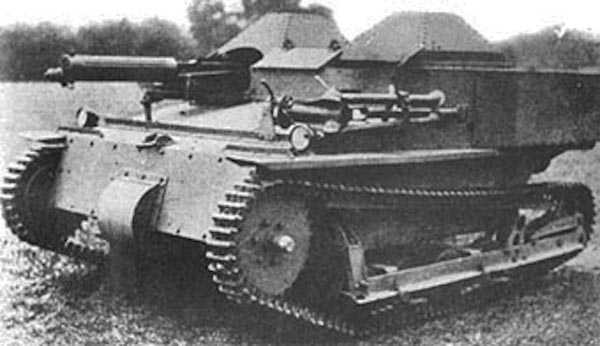
Англійська танкетка Carden-Loyd Mk.IV, прототип Т-27

Т-27 — радянська танкетка. Випускалась в 1931–1933 роках.

## Історія створення
Перші проєкти танкеток з'явилися в Радянській Росії вже в 1919 році, коли був розглянуті проєкти «всюдихідного броньованого кулемета» інженера Максимова. Перший з них мав на увазі створення одномісної танкетки масою 2,6 тонни з мотором 40 к.с. і бронею 8-10 мм, з максимальною швидкістю 17 км/год. і озброєної одним кулеметом. Другий проєкт, відомий під назвою «щитоноска», був близький до першого, але відрізнявся тим, що єдиний член екіпажу розміщувався напівлежачи, що дозволило різко зменшити габарити та знизити вагу до 2,25 т. Проєкти реалізовані не були.
У 1920-х роках у світі зріс інтерес до танкеток. У СРСР їх активно просував М. М. Тухачевський, призначений в 1931 році начальником озброєнь Робітничо-селянської Червоної армії (РСЧА). У 1930 він домігся створення навчального фільму «Танкетка» для пропаганди нової зброї, причому сценарій до фільму він написав сам. Не дивно, що створення танкеток було включено в перспективні плани створення бронетанкового озброєння. Відповідно за трирічною програмою танкобудування, прийнятої 2 червня 1926 р., до 1930 планувалося створити батальйон (69 шт.) танкеток («кулеметок супроводу», за тодішньою термінологією). У 1926 були розпочаті роботи по проєкту одномісної танкетки «Ліліпут», але через деякий час роботи були закриті, оскільки машина вимагала створення нової ходової частини та двигуна. 3 березня 1928 року відбувся захист нового проєкту танкетки, що отримала назву Т-17. У ходової частини і трансмісії були використані вузли дослідного танка супроводу Т-16, двигун також являв собою «половинку» двигуна Т-16, бронекорпус запозичили від «ліліпутів». Було виготовлено 2 експериментальних зразка (перший до осені 1929), випробуваних в 1930. Танкетка мала масу 1,95 т, екіпаж 1 чол., Броню 7-16 мм, двигун потужністю 18 к.с. і швидкість 17 км/год. Озброєння складалося з одного 6,5-мм кулемета Федорова з боєкомплектом 9000 патронів. За результатами випробувань від серійного виробництва Т-17 було вирішено відмовитися, головним чином через наявність лише одного члена екіпажу, який фізично не міг виконувати в бою всі необхідні функції.
У 1929—1930 з'являється проєкт танкетки Т-21. Вона мала екіпаж з двох чоловік, броню 13 мм, в конструкції використовувалися вузли танків Т-18 і Т-17. Проєкт був відхилений через недостатню швидкість. Приблизно тоді ж пропонуються проєкти танкеток Т-22 та Т-23, класифіковані як «великі танкетки супроводу». Між собою вони розрізнялися типом двигуна і розміщенням екіпажу. Після розгляду проєктів для виготовлення дослідного зразка був обраний Т-23 як найдешевший і найреальніший у виробництві. У 1930 був виготовлений дослідний зразок (причому в процесі виготовлення підданий багатьом доопрацюванням, змінивши його майже до невпізнанності). Однак в серію і ця танкетка не пішла з причини високої вартості, зіставною з вартістю танка супроводу Т-18.
9 серпня 1929 року були висунуті вимоги щодо розробки колісно-гусеничної танкетки Т-25 вагою не більше 3,5 т, з двигуном 40-60 к.с. і швидкістю 40 км/год. на гусеницях і 60 км/год. на колесах. На створення машини був оголошений конкурс. У листопаді 1929 з двох представлених проєктів був вибраний один, що являв собою зменшений танк типу «Крісті», але з рядом змін, зокрема, з можливістю руху на плаву. Розробка проєкту зіткнулася з великими труднощами і була закрита в 1932 році, не дійшовши до виготовлення експериментального зразка, з причини високої вартості.
На початку 1930 року Велику Британію відвідала комісія під керівництвом начальника УММ Халепського і начальника інженерно-конструкторського бюро по танках Гінзбурга. Комісія мала на меті ознайомлення з передовими зразками зарубіжного танкобудування і, по можливості, їх закупівлю. Комісії була продемонстрована танкетка Carden-Loyd Mk.IV, найвдаліша в своєму класі (експортувалася в шістнадцять країн світу). Комісія вирішила закупити 20 шт. танкеток, технічну документацію та ліцензію на виробництво в СРСР. У серпні 1930 танкетка була показана представникам командування РСЧА (в тому числі і Тухачевському) і справила хороше враження. Було прийнято рішення про організацію її великомасштабного виробництва.
Після вивчення документації (конструкторський колектив очолював Н. Н. Козирєв) було вирішено відмовитися від детального копіювання, а справити доопрацювання проєкту з урахуванням вітчизняного досвіду. 3 листопада 1930 року був побудований перший експериментальний зразок, відправлений після випробувань на доопрацювання. До січня 1931 був готовий дослідний зразок Т-27. Зберігаючи в основному конструкцію англійського прототипу, він відрізнявся дещо більшими розмірами, відсутністю обертової башти, посиленим бронюванням (броньові листи з'єднувалися заклепками і частково електрозварюванням), конструкцією двигуна (наприклад, відмовилися від подовжнього розташування моторно-трансмісійного відділення), більшою ємністю бензобака, більш широкими гусеницями, широким використанням освоєних промисловістю автомобільних агрегатів. На озброєння РККА танкетка була прийнята 13 лютого 1931 року, ще до закінчення випробувань. 2 серпня 1931 комітет оборони приймає постанову про програму танкобудування в умовах воєнного часу. Згідно з ним, у разі початку війни Т-27 повинна була стати наймасовішим танком — за перший рік війни їх планувалося виготовити 16 тис. шт.

## Серійне виробництво
Випуск Т-27 почав в 1931 завод «Більшовик» (випущено 45 машин), потім завод № 37 і автоскладальний завод № 1. Всього було здано армії 3295 танкеток. Випуск Т-27, на відміну від випуску інших танків у той час, не супроводжувався великими складнощами, оскільки танкетка була дуже технологічна (широко використовувалися автомобільні агрегати).

## Конструкція
Т-27 була класичною танкеткою, що не має башти. Компонування танкетки відрізнялася великою щільністю. У передній частині корпусу знаходилася трансмісія, в середній частині — двигун і в задній частині — екіпаж, що складався з 2 чоловік (механіка-водія і командира-кулеметника). У верхній частині корпусу було 3 відкидних ковпака, що закривали доступ до місць механіка-водія, командира-кулеметника і до силової установки.

### Бронювання
Броньовий захист танкетки виготовлявся з листів катаної гомогенної броні, з'єднаної болтами і заклепками на кутковому каркасі (на частині машин застосовувалося зварювання). Броньові листи корпусу розміщувалися в більшості випадків вертикально, без нахилу (за винятком частини лобової броні і верхніх ковпаків). Товщина броні в основному 10 мм (ковпаки, крім лобової частини, 6 мм). Бронювання забезпечувало захист тільки від куль стрілецької зброї та осколків мін і снарядів, та й то не у всіх випадках.

### Озброєння
Танкетка була озброєна одним 7,62-мм кулеметом ДТ, розташованому в передньому щитку корпуса праворуч.
Характеристики кулемета:
- Початкова швидкість: 840 м/с.
- Кути наведення по вертикалі: від −10 до +10 градусів.
- Кут наведення по горизонталі: 20 градусів (по 10 градусів вправо і вліво).
- Приціли: діоптричний, мушка.
- Скорострільність максимальна: 600 постр/хв.
- Скорострільність практична: 80-125 постр/хв.
- Прицільна дальність: 1000 м.
- Ємність магазина: 63 патрона.

Боєкомплект кулемета становив 2520 патронів (40 магазинів), згодом боєкомплект зменшили до 28 магазинів (1764 патронів).

### Прилади спостереження і зв'язку
Т-27 не мала жодних приладів спостереження і зв'язку. Спостереження в бойовій обстановці здійснювалося механіком-водієм через оглядову щілину, а кулеметником — через приціл кулемета. Зв'язок з іншими машинами передбачалося підтримувати за допомогою сигнальних прапорців.

### Рухливість
Танкетка була забезпечена чотиритактним чотирициліндровим карбюраторним двигуном рідинного охолодження Форд-АА (ГАЗ-АА) потужністю 40 к.с., встановленим маховиком вперед. Трансмісія (запозичувалася у вантажного автомобіля Форд-АА/ГАЗ-АА) механічна, складалася з сухого однодискового зчеплення, чотириступінчастою КПП (4 передачі переднього ходу і одна заднього) механізм повороту забезпечував машині поворот на місці (мінімальний радіус повороту при 1-й і 2-й передачах), простого диференціала з колодковими гальмами та двох бортових редукторів. Танкетка мала блочну підвіску напівжорсткого типу, що складається з шести візків здвоєних опорних котків. Пружним елементом підвіски були листові ресори. Гусеничний рушій танкетки складався з дрібноланкового ланцюга цівкового зачеплення з відкритим шарніром, двох напрямних коліс заднього розташування з кривошипним механізмом натягу гусениці, 12 опорних котків із зовнішньою амортизацією, двох ведучих коліс переднього розташування цівкового зачеплення і двох дрібноланкових гусеничних ланцюгів шириною 150 мм.

### Електрообладнання
Електрообладнання являло собою однопровідну мережу напругою 6 В. Система запалювання — батарейна, пуск двигуна проводився електричним стартером з відділення управління або зовні (за допомогою пускової рукоятки).

## Модифікації та машини на базі

САУ на базі Т-27

- Carden-Loyd Mk.IV (Карден-Ллойд Мк IV) — англійський прототип. Закуплено 20 шт. До 1938 залишилося 4 шт., які були передані в укріпрайони для використання як броньованих несамохідних вогневих точок.
- Т-27 серійна. В ході виробництва вносилися невеликі зміни (змінювалося кріплення кулемета, застосовувалося зварювання для зборки корпусу)
- Т-27 гарматний (в деяких джерелах класифікується як САУ). Побудована в 1931 році. Виготовлена в двох варіантах — з 37-мм гарматою Гочкіса і з гарматою Гочкіса і кулеметом. Для перевезення боєкомплекту використовувався невеличкий гусеничний причіп. Дослідні машини, у війська не передавалися. Один з побудованих екземплярів списаний після випробувань, відомостей про долю іншого знайти не вдалося.
- ОТ-27/ХТ-27 (БЗБ-4) — вогнеметна (хімічна) танкетка. Випущена в 1932—1933 в кількості 187 шт. Перший вогнеметний танк в РККА. Озброєння — вогнемет КС-1 (максимальна дальність вогнеметання 25 м). На 1 червня 1941 у військах ще залишалися 33 вогнеметні танкетки.
- Т-27 саперний. Випущено не менше 5 шт.
- Т-27 тягач. Пристосований для буксирування 45-мм протитанкових гармат. Переобладнувалися з лінійних Т-27. Як правило, озброєння зберігалося, зверху приварювалися поручні для перевезення обслуги. На 1 червня 1941 року було 182 танкетки-тягача, деяка кількість була перероблена вже в ході війни.
- ТТ-27 — телекерованих танкетка (випущена дослідна партія — 5 машин, 1932 рік)
- КТ-27 (СУ-76) — самохідна артилерійська установка з 76-мм полковою гарматою, для супроводу кінних і моторизованих з'єднань. Розроблена в 1933—1934 рр.. Гармата встановлювалася на одній танкетці, а боєкомплект і гарматна обслуга — на іншій. Такий поділ створював загрозу відриву в бою обслуги і боєприпасів від своєї гармати. Було випущено 3 дослідних зразки. Машина виявилася перевантаженою і не могла рухатися поза дорогою. Проєкт був зупинений.
- СУ-3 — самохідна установка з 76-мм безвідкатною гарматою Курчевского. Розроблена в 1933 році. Військові випробування установка не пройшла через сильну демаскувальну дію гармати при пострілі, погану балістику та небезпечність при експлуатації.
- Т-27ПХ — танкетка підводного ходіння (дослідний зразок, 1934 рік).

## Основні оператори
- СРСР
- МНР — 10 танкеток Т-27, поставлених на початку 30-х років
- Туреччина — 6 танкеток Т-27, поставлених у 1932 році
- Третій Рейх — кілька машин (мінімум 2 танкетки). У Вермахті вони отримали позначення Panzerkampfwagen T-27A 734(r).
- Угорщина;— 9 екземплярів, номери: Н-024 — Н-032
- Румунія — захоплено 2 танкетки Т-27, але про їх використання інформації немає.

## Експлуатація та бойове застосування
Т-27 спочатку передбачалося використовувати в цілях розвідки, зв'язку та супроводу в бою важких танків. Однак вони виявилися не дуже придатними для цього. Танкетки надійшли в стрілецькі та кавалерійські дивізії для застосування в розвідці і супроводу кінноти. У військах Т-27 швидко стали розглядатися скоріше як навчальні, а не бойові машини. У 1930-і роки вони активно використовувалися для підготовки кадрів автобронетанкових частин, частина танкеток була передана до ТСОАВІАХІМу. Танкетки часто застосовувалися при проведенні маневрів, парадів, а також для різних експериментів, зокрема, з авіаційного транспортування на зовнішній підвісці (пристрій для здійснення підвіски розробив А. Ф. Кравцев) літака і безпарашутному десантуванню з малої висоти. Танкетка перебувала на озброєнні першого підрозділу повітрянодесантних військ СРСР — авіаційного моторизованого десантного загону (нештатний дослідний авіамотодесантний загін), сформованого в 1931 році на підставі директиви від 18 березня 1931 року в Ленінградському військовому окрузі (ЛВО), і призначалася для дослідження питань оперативно-тактичного застосування і найвигідніших організаційних форм авіаційних десантних (повітрянодесантних) підрозділів, частин і з'єднань. Експлуатація танкетки у військах показала, що вона була досить простою і невибагливою машиною.

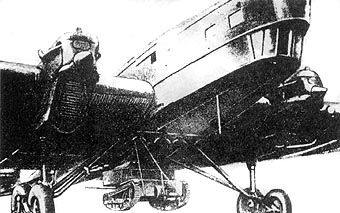
Бомбардувальник ТБ-3 з танкеткою Т-27, 1935 рік

У боях Т-27 вперше брала участь на початку 1930-х в операціях по боротьбі з басмачами в Середній Азії. Певна кількість (більше 100) Т-27 взяла участь у радянсько-фінській війні, кілька машин було при цьому втрачено.
До 1938 року танкетка і машини на її базі вже розглядалися як застарілі, і планувалося їх зняття з озброєння. Офіційно Т-27 були зняті з озброєння 8 травня 1941 року. До початку німецько-радянської війни у військах було 2343 (за іншими даними, 2147 або 2558) лінійних танкеток Т-27, з них 930 у західних округах. Війну Т-27 зустріла в самих різних військових підрозділах. Вони входили в механізовані корпуси (так, у 35-й танковій дивізії 9-го мехкорпусу на 1 червня 1941 року було сім танкеток Т-27), як штатно, так і поза штатом (використовувалися для підготовки механіків-водіїв нових танків, з метою заощадження їх моторесурсів, і в цілях забезпечення бойової підготовки). Наприклад, у 10-й танковій дивізії було 40 позаштатних танкеток Т-27. Деяка кількість танкеток знаходилась у стрілецьких дивізіях і укріпрайонах. Значна частина танкеток вимагала ремонту.
Велика кількість танкеток західних округів була залишена противнику в місцях дислокації військових частин (наприклад, 40 одиниць Т-27 10-ї танкової дивізії). Деяка кількість Т-27 взяла участь у боях 1941 року і була втрачена. Останні згадки про бойове застосування Т-27 зустрічаються в донесеннях 1941—1942 років під час боїв за Крим та битви за Москву, де Т-27 використовувалися і як танки підтримки піхоти, і як тягачі для протитанкових гармат.

### В інших країнах

#### Монголія
У Монголії танкетки звели в окрему танкетную роту. Її доля невідома.

#### Німеччина
У Німеччині танкетки використовували в поліцейських частинах.

#### Угорщина
Три танкетки з дев'яти вони озброїли 20 мм гарматами, але про їх використання нічого невідомо.

## Оцінка проєкту
Концепція танкетки, «броньованого самохідного кулемета», дешевого і масового, застаріла до середини 1930-х років. Виявилося, що танк такого невеликого розміру в принципі не може бути збалансованим. Він також не був і дешевим.
Т-27 критикувалася за дуже щільну компоновку, незручне розташування членів екіпажу через розміщення двигуна в середині корпусу без будь-якої огорожі між місцями водія і стрільця. Жорстка ходова частина створювала сильну тряску на великому ходу. Через обмеженості місць екіпажу доводилося підбирати для Т-27 малорослих людей. Великим недоліком була відсутність засобів зв'язку. Бронювання танкетки було задовільним для кінця 1920-х років, але до середини 1930-х в арміях різних країн стали з'являтися у великих кількостях малокаліберні протитанкові гармати, не залишаючи танкетці жодних шансів.
До моменту ж виробництва Т-27 цілком відповідала світовому рівню, що не дивно, оскільки її прототипом була танкетка, визнана найкращою у своєму класі. Ні польська TKS, ні італійська CV3/33 або чеська LT vz.33 не мали перед Т-27 особливих переваг. У вермахті деяким аналогом танкеток був Pz.Kpfw.I, але він був удвічі більшим, сильніше озброєний і броньований. Втім, до 1939 року і він безнадійно застарів.
На 1941 рік реальні бойові можливості Т-27 були невеликі. Його броня пробивалася з дистанції близько 200—300 м бронебійними німецькими гвинтівковими кулями SmKH калібру 7,92 мм, тобто навіть при відсутності у противника спеціальних протитанкових засобів наближатися до нього на Т-27 було ризиковано. Проти 7,92-мм протитанкових гвинтівок PzB 39, які були в великій кількості в вермахті, не кажучи вже про протитанкові гармати, Т-27 була зовсім беззахисна.
Однак не варто вважати, що Т-27 до 1941 була абсолютно даремною машиною. Вона цілком могла застосовуватися для патрулювання, охорони штабів, як броньований тягач і транспортер (так, наприклад, вермахт широко використовував застарілі німецькі та французькі танки для охорони мостів, аеродромів тощо, а також для боротьби з партизанами). Низький силует Т-27 сприяв її маскуванню, що дозволяло досить ефективно застосовувати її в обороні.
Деяка кількість танкеток Т-27 було захоплено вермахтом у 1941 році. У ряді джерел, наприклад, ілюстрованому довіднику І. П. Шмельова, стверджується про використання Т-27 вермахтом для допоміжних цілей (патрулювання, тягач для протитанкових гармат). Згідно з тією ж книгою, Т-27 передавалися союзникам нацистської Німеччини, наприклад, Угорщині було поставлено 9 екземплярів, кілька дісталося Румунії і використовувалися в їх збройних силах.
Крім того, 10 танкеток було поставлено в Монголію.
Танкетка Т-27 не була настільки погана, як про неї говорять. Вона мала явні переваги над танками — вона була легкою, що дозволяло її використовувати в десантних військах. А також при наступі, по швидко зробленим мостам та переправам. Танкетку можна було протягнути через гори і болота, чого з більш важкими апаратами зробити куди складніше. Також мости в ті часи в сільській місцевості часто мали вантажопідйомність 2-3 тонни. Т-27 незамінний для підтримки піхоти у наступі, коли танки просто не змогли проїхати до місця бою. А ось в оборонній війні, коли треба було зупиняти ворожі танки, вона була марна. Слабке озброєння та бронювання — це плата за малу вагу.